# Get Ready (album de Kleeer)
Pour les articles homonymes, voir Get Ready.
Albums de Kleeer
License to Dream
(1981) Taste the Music
(1982)
Singles
1. She Said She Loves Me
Sortie : 1982

Get Ready est le quatrième album studio de Kleeer, sorti en 1981.

## Description
L'album s'est classé 13e au Top R&B/Hip-Hop Albums et 81e au Billboard 200.

## Liste des titres
| No | Titre                    | Durée |
| -- | ------------------------ | ----- |
| 1. | Get Ready                | 5:55  |
| 2. | Pritty Things            | 4:02  |
| 3. | Slidin' & Glidin'        | 5:25  |
| 4. | Stonseee                 | 3:15  |
| 5. | She Said She Loves Me    | 6:02  |
| 6. | Say You'll Stay          | 4:50  |
| 7. | Your Love Is What I Need | 5:46  |